# Aldea Asunción
Aldea Asunción o Aldea La Asunción es una localidad y comuna de 1.ª cate distrito Jacinta del departamento Gualeguay, en la provincia de Entre Ríos, República Argentina. Data del siglo XIXla.  La población de la localidad, es deconsiderar el área rural,, pero en este último toda la población fue considerada urbana.

## Historia
Fue fundada por colonos en tierras de Echegaray y Bur: dos inmigrantes vascos quienes hallaran su lugar en Entre Ríos escapando de la miseria en la que Europa se veía sumida. Con dieciséis años abordaron un barco trasatlántico sin saber su destino, con la fuerza necesaria para aguantar unas semanas sin advertir a la tripulación sobre su presencia, mas luego con el pesar del hambre y la sed tuvieron que pedir ayuda, o mejor dicho cambiar ayuda por quehaceres, una vez en el Nuevo Mundo tuvieron que rebuscárselas entre el contubernio y la muchedumbre para proveerse de aliento, en poco tiempo se hartaron del conventillo y ascendieron en el mapa hasta la silvestre ribera del Gualeguay donde encontraron posibilidades nuevas e interminables comenzaron juntando ramas en el monte para vender en el "Londres Hotel" ubicado donde hoy funciona la Radio Gualeguay, evolucionaron en el negocio incorporando una herramienta logística indispensable: un burro. Con la ayuda del cuadrúpedo lograron empezar a recorrer los campos con utensilios para los pocos colonos que habitaban los montes silvestres circundantes de la Villa Gualeguay, de esta forma conocieron los campos, su accionar, la producción y no pasó mucho tiempo hasta que lograron conseguir un acre para producir cereales, con la rapidez de Bur, el tesón de Echegaray y la amistad de unos cuantos colonos en pocos años eran dueños de buena parte del tercer distrito (Jacinta).
Ya avanzado 1930 instalaron el primer molino no estatal para molienda de trigo, era un molino de última tecnología, funcionaba a gasoil y fue importado de Alemania junto a un excéntrico operario. 
Con el proyecto de integración vial que afectaba el litoral del granero del mundo crearon el proyecto de Aldea Asunción, sería una aldea de colonos productores de cereal, ya contaban con molino propio, parquizaron una plaza, construyeron una iglesia y lotearon en manzanas sus alrededores, el proyecto era potencialmente exitoso con la estación de trenes en sus cercanías.
Pero los intereses ingleses decidieron que la vía pasaría por González Calderón y Lazo donde se encontraban algunas importantes estancias inglesas, con la vía en las lejanías la Aldea Asunción nunca logró desarrollar su potencial y quedó inmersa en el olvido.
En 2007 contaba con una escuela, sala de salud, comisaría y junta de gobierno.
Como atractivos naturales se destacan sus paisajes verdes sus numerosos arroyos y el balneario Paso de las Lanas.
Los límites de la planta urbana fueron fijados por decreto 1396/1988 MGJE del 25 de marzo de 1988 y los de la junta de gobierno por decreto 4269/2006 MGJEOYSP del 20 de julio de 2006. Fue promovida a junta de gobierno de 2ª categoría mediante el decreto 382/09 MGJEOYSP del 19 de febrero de 2009.

## Comuna
La reforma de la Constitución de la Provincia de Entre Ríos que entró en vigencia el 1 de noviembre de 2008 dispuso la creación de las comunas, lo que fue reglamentado por la Ley de Comunas n.º 10644, sancionada el 28 de noviembre de 2018 y promulgada el 14 de diciembre de 2018. La ley dispuso que todo centro de población estable que en una superficie de al menos 75 km² contenga entre 700 y 1500 habitantes, constituye una comuna de 1ª categoría. La Ley de Comunas fue reglamentada por el Poder Ejecutivo provincial mediante el decreto 110/2019 de 12 de febrero de 2019, que declaró el reconocimiento ad referéndum del Poder Legislativo de 34 comunas de 1ª categoría con efecto a partir del 11 de diciembre de 2019, entre las cuales se halla Aldea Asunción. La comuna está gobernada por un departamento ejecutivo y por un consejo comunal de 8 miembros, cuyo presidente es a la vez el presidente comunal. Sus primeras autoridades fueron elegidas en las elecciones de 9 de junio de 2019.